# Kuurne-Bruxelles-Kuurne 2023
La Kuurne-Bruxelles-Kuurne 2023, settantaseiesima edizione della corsa e valevole come nona prova dell'UCI ProSeries 2023 categoria 1.Pro, si svolse il 26 febbraio 2023 su un percorso di 193,1 km, con partenza ed arrivo a Kuurne, in Belgio. La vittoria fu appannaggio del belga Tiesj Benoot, il quale completò il percorso in 4h32'24", alla media di 42,533 km/h, precedendo il connazionale Nathan Van Hooydonck e lo sloveno Matej Mohorič.
Sul traguardo di Kuurne 96 ciclisti, dei 170 partiti dalla medesima località, portarono a termine la competizione.

## Squadre e corridori partecipanti
| N.      | Cod. | Squadra                  |
| ------- | ---- | ------------------------ |
| 1-7     | SOQ  | Soudal Quick-Step        |
| 11-17   | TJV  | Jumbo-Visma              |
| 21-27   | TFS  | Trek-Segafredo           |
| 31-37   | BOH  | Bora-Hansgrohe           |
| 41-47   | ARK  | Team Arkéa-Samsic        |
| 51-57   | ACT  | AG2R Citroën Team        |
| 61-67   | TBV  | Bahrain Victorious       |
| 71-77   | ICW  | Intermarché-Circus-Wanty |
| 81-87   | ADC  | Alpecin-Deceuninck       |
| 91-97   | GFC  | Groupama-FDJ             |
| 101-107 | UAD  | UAE Team Emirates        |
| 111-117 | AST  | Astana Qazaqstan Team    |
| 121-127 | DSM  | Team DSM                 |

| N.      | Cod. | Squadra                |
| ------- | ---- | ---------------------- |
| 131-136 | IGD  | Ineos Grenadiers       |
| 141-147 | LTD  | Lotto Dstny            |
| 151-157 | COF  | Cofidis                |
| 161-167 | TEN  | TotalEnergies          |
| 171-177 | JAY  | Team Jayco AlUla       |
| 181-187 | MOV  | Movistar Team          |
| 191-197 | TFB  | Team Flanders-Baloise  |
| 201-207 | IPT  | Israel-Premier Tech    |
| 211-217 | UXT  | Uno-X Pro Cycling Team |
| 221-227 | BWB  | Bingoal WB             |
| 231-237 | Q36  | Q36.5 Pro Cycling Team |
| 241-247 | HPM  | Human Powered Health   |

## Ordine d'arrivo (Top 10)
| Pos. | Corridore          | Squadra     | Tempo    |
| ---- | ------------------ | ----------- | -------- |
| 1    | Tiesj Benoot       | Jumbo       | 4h32'24" |
| 2    | N. Van Hooydonck   | Jumbo       | a 1"     |
| 3    | Matej Mohorič      | Bahrain     | s.t.     |
| 4    | Taco van der Hoorn | Intermarché | s.t.     |
| 5    | Tim Wellens        | UAE         | s.t.     |
| 6    | Christophe Laporte | Jumbo       | a 43"    |
| 7    | Arnaud De Lie      | Lotto       | s.t.     |
| 8    | Jordi Meeus        | Bora        | s.t.     |
| 9    | Fabio Jakobsen     | Soudal      | s.t.     |
| 10   | Jasper Stuyven     | Trek        | s.t.     |